# Peter Stellwag
Peter Stellwag (* 16. September 1956 in Stuttgart-Bad Cannstatt) ist ein deutscher Tischtennisspieler. Ende der 1970er bis Anfang der 1980er Jahre hatte er seine größten Erfolge. In dieser Zeit wurde er viermal deutscher Einzelmeister und gewann einmal bei der Europameisterschaft die Silbermedaille im Doppel. Er nahm an fünf Weltmeisterschaften teil.

## Werdegang
Stellwag wuchs in Fellbach (Rems-Murr-Kreis, vormals Kreis Waiblingen) auf. Entdeckt und gefördert wurde er von Hans Alsér. Nach ersten Erfolgen bei nationalen Schüler- und Jugendturnieren – so gewann er zwischen 1972 und 1974 dreimal hintereinander die deutsche Jugendmeisterschaft – wechselte er 1972 zum SSV Reutlingen. Hier gehörte er 1973 zu der Mannschaft, die den Aufstieg in die Bundesliga schaffte. 1975 nahm er erstmals an einer Weltmeisterschaft teil. 1977 erreichte er mit Reutlingen das Double, also die deutsche Meisterschaft und den Pokalsieg. Im gleichen Jahr wurde Stellwag erstmals deutscher Meister im Einzel. Dies bedeutete eine Wachablösung der Ära Schöler/Lieck. Von nun an beherrschte Stellwag die deutsche Tischtennisszene. 1978 belegte er zusammen mit Jochen Leiß den zweiten Platz im Doppel bei der Europameisterschaft. Ab 1979 wurde er noch dreimal hintereinander deutscher Meister im Einzel. 1980 verlor er mit der deutschen Mannschaft bei der EM im Endspiel gegen Schweden, allerdings besiegte er selbst dabei die damaligen Weltklassespieler Ulf Thorsell, Ulf Carlsson und Stellan Bengtsson.
Zwischen 1972 und 1986 bestritt Stellwag insgesamt 121 Länderspiele. Nach seinem 75. Länderspiel erhielt er dafür 1980 von DTTB die Goldene Länderspielnadel. Nach der Europameisterschaft 1986 erklärte er den Rücktritt aus der Nationalmannschaft. Er gewann noch mit dem Verein Reutlingen zweimal den Europapokal der Landesmeister sowie den europäischen Nancy Evans Cup.
Um 1982 endete die nationale Vorherrschaft Stellwags; Georg Böhm gewann von nun an mehrfach die deutsche Meisterschaft. Der ganz große internationale Durchbruch zur Weltspitze gelang Stellwag nicht. In der Saison 2003/04 kehrte er mit der zweiten Mannschaft von TTC Metabo Frickenhausen in die 2. Bundesliga zurück, wo er im hinteren Paarkreuz eine positive 13:3 Bilanz erreichte.

## Material und Spielweise
Stellwag errang seine Erfolge vor allem durch sein sicheres Offensivspiel. Fast ohne  harte Schmetterbälle aber mit einem sehr sicheren Topspinspiel, mit dem er auch weit hinter dem Tisch fast jede Spielsituation beherrschte, ähnelte er in der Spielweise etwas seinem Förderer Hans Alser – allerdings ohne Ballonabwehr, dafür mit druckvollen Topspins. Stellwag zeichnete sich eher durch extrem gute Technik und Ballplatzierung aus. Er vermarktete sich über eine eigene Firma selbst und wurde durch Verträge unter anderem mit Joola zeitweise zum bestbezahlten Tischtennisprofi der Welt. Aufgrund dieser Bindung spielte er zunächst mit Joola Redspot mit 2-mal Turbo super 2,5 mm, später Joola Super mit 2-mal Clipper 2,5 mm.

## Privat
Seit 1993 betreibt Stellwag mit seiner Frau Judith Ott-Stellwag (verheiratet seit 1990) eine Zahnarztpraxis in Echterdingen. Er hat eine Tochter und einen Sohn, die auch Tischtennis spielen. 
Nebenbei spielt Peter Stellwag Tennis beim TC Waldau in der Regionalliga.
Stellwags Vater Willi Stellwag ist auch ein starker Tischtennisspieler, der unter anderem 1982 die Landesmeisterschaft von Württemberg (Altersklasse) gewann sowie seit 1991 siebenmal bei der Württembergischen Meisterschaft im Doppel (mit Walter Fleiner) siegte.

## Vereine
- bis 1972: GV Sommerrain
- 1972–1990: SSV Reutlingen 05 / SSV Heinzelmann Reutlingen
- 1990–1992: TSV Milbertshofen
- 1992–2011: TTC Frickenhausen

## Erfolge
- Nationale deutsche Meisterschaften
  - 1974: Saarbrücken – 3. Platz Einzel, 3. Platz Doppel (mit Peter Engel), 4. Platz Mixed (mit Ursula Hirschmüller)
  - 1977: Berlin – 1. Platz Einzel, 2. Platz Doppel (mit Heinz Schlüter)
  - 1978: Lübeck – 4. Platz Einzel
  - 1979: Rüsselsheim – 1. Platz Einzel, 1. Platz Doppel (mit Jochen Leiß)
  - 1980: Hamburg – 1. Platz Einzel, 2. Platz Mixed (mit Elsa Kieckhöfer)
  - 1981: Böblingen – 1. Platz Einzel, 1. Platz Doppel (mit Heiner Lammers)
  - 1982: Hannover – 3. Platz Doppel (mit Heiner Lammers)
  - 1983: Münster/Westf. – 3. Platz Einzel
  - 1984: Hannover – 4. Platz Einzel
  - 1985: Saarbrücken – 2. Platz Einzel
  - 1986: Stadtallendorf – 3. Platz Einzel
  - 1988: Duisburg – 3. Platz Doppel (mit Michael Krumtünger)

- Teilnahme an Weltmeisterschaften
  - 1975 in Kalkutta: Achtelfinale Doppel, 8. Platz mit Herrenteam
  - 1977 in Birmingham: 5. Platz mit Herrenteam
  - 1979 in Pjöngjang: Viertelfinale Doppel (mit Jochen Leiß), 11. Platz mit Herrenteam
  - 1981 in Novi Sad: Achtelfinale Doppel, 13. Platz mit Herrenteam
  - 1983 in Tokio: 15. Platz mit Herrenteam

- Teilnahme an Europa-Meisterschaften
  - 1974 in Novi Sad: 8. Platz mit Herrenteam
  - 1976 in Prag: Achtelfinale im Einzel, 6. Platz mit Herrenteam
  - 1978 in Duisburg: 2. Platz Doppel (mit Jochen Leiß), 8. Platz mit Herrenteam
  - 1980 in Bern: Achtelfinale im Einzel, Viertelfinale Doppel, 2. Platz mit Herrenteam
  - 1982 in Budapest: 6. Platz mit Herrenteam
  - 1984 in Moskau: 9. Platz mit Herrenteam
  - 1986 in Prag: 8. Platz mit Herrenteam

- Europe TOP-12
  - 1979 in Kristianstad: 6. Platz
  - 1980 in München: 6. Platz

- Europapokal der Landesmeister mit Reutlingen
  - 1982: 1. Platz
  - 1983: 1. Platz

- Europäischer Nancy Evans Cup
  - 1980: 1. Platz mit SSV Reutlingen

- Internationale Meisterschaften
  - 1974 Belgien: 1. Platz Mixed (mit Ursula Hirschmüller), 2. Platz mit Herrenteam
  - 1975 Ungarn: 2. Platz Mixed, 2. Platz mit Herrenteam
  - 1977 Jamaika: Halbfinale Einzel, 1. Platz Doppel (mit Jochen Leiß)
  - 1977 Kanada: 2. Platz Doppel, 2. Platz mit Herrenteam
  - 1977 Skandinavien: 2. Platz Doppel, 2. Platz mit Herrenteam
  - 1977 USA: Halbfinale Einzel, 1. Platz Doppel (mit Jochen Leiß)
  - 1977 Wales: 2. Platz Doppel, 2. Platz mit Herrenteam
  - 1978 Frankreich: 2. Platz Einzel
  - 1978 Jamaika: 1. Platz Doppel (mit Jochen Leiß)
  - 1978 USA: Halbfinale Einzel, 2. Platz mit Herrenteam
  - 1979 Jamaika: 2. Platz Einzel
  - 1980 Deutschland: 2. Platz Doppel (mit Jochen Leiß)
  - 1981 Italien: Halbfinale Einzel
  - 1984 Deutschland: 2. Platz Doppel (mit Ulf Bengtsson, SVE)

- Bundesranglistenturniere
  - 1976 in Elsenfeld: 2. Platz Einzel
  - 1977 in Hamburg: 2. Platz Einzel
  - 1978 in Minden: 2. Platz Einzel
  - 1980 in Neckarsulm: 4. Platz Einzel
  - 1981 in Berlin: 1. Platz Einzel
  - 1982 in Kleve: 2. Platz Einzel
  - 1983 in Dautphetal: 4. Platz Einzel
  - 1984 in Willstädt: 2. Platz Einzel
  - 1985 in Geesthacht: 4. Platz Einzel

- Deutsche Mannschaftsmeisterschaften mit Reutlingen
  - 1976: 3. Platz
  - 1977: Deutscher Meister
  - 1980: 3. Platz
  - 1981: 2. Platz
  - 1982: 2. Platz
  - 1986: 2. Platz

- Deutsche Pokalmeisterschaften mit Reutlingen
  - 1975 in Bad Segeberg: 2. Platz
  - 1976 in Löhne: 1. Platz
  - 1977 in Frankenthal: 1. Platz
  - 1980 in Reutlingen: 1. Platz
  - 1981 in Hattersheim: 1. Platz
  - 1984 in Göppingen: 2. Platz
  - 1989 in St.Ingbert: 2. Platz

- Jugendturniere
  - 1971 Württembergische Schülermeisterschaft: 1. Platz Einzel, 1. Platz Doppel (mit Jürgen Magsam)
  - 1972 Deutsche Meisterschaft in Osnabrück: 1. Platz Einzel
  - 1973 Europameisterschaft in Piräus: 3. Platz Einzel, 3. Platz Mixed (mit Roswitha Schmitz), 3. Platz mit der Mannschaft
  - 1973 Deutsche Meisterschaft in Hamburg: 1. Platz Einzel, 1. Platz Doppel (mit Hans-Jürgen Oploh)
  - 1973 Internationale deutsche Meisterschaft in Bünde: 2. Platz Einzel, 1. Platz Mixed (mit Roswitha Schmitz), 1. Platz mit Team
  - 1974 Deutsche Meisterschaft in Heddesheim: 1. Platz Einzel, 1. Platz Doppel (mit Michael Krumtünger)
  - 1974 Europameisterschaft in Göppingen: 2. Platz Einzel (hinter Bagrat Burnazjan, UdSSR)

- Seniorenturniere
  - 1998 Weltmeisterschaft in Manchester: Ü40: 2. Platz Einzel, 1. Platz Doppel (mit Li Yuxiang)

- Ranglisten
  - 1979–1981: 1. Platz in der deutschen Rangliste
  - Dezember 1978: 9. Platz europäischer Verband ETTU
  - Februar 1979: 16. Platz ITTF-Weltrangliste

## Turnierergebnisse
| Verband | Veranstaltung                         | Jahr | Ort          | Land | Einzel     | Doppel        | Mixed        | Team |
| ------- | ------------------------------------- | ---- | ------------ | ---- | ---------- | ------------- | ------------ | ---- |
| FRG     | Europameisterschaft                   | 1980 | Bern         | SUI  | letzte 16  | Viertelfinale |              | 2    |
| FRG     | Europameisterschaft                   | 1978 | Duisburg     | FRG  |            | Silber        |              |      |
| FRG     | Europameisterschaft                   | 1976 | Prag         | TCH  | letzte 16  |               |              |      |
| FRG     | Jugend-Europameisterschaft (Junioren) | 1974 | Goppingen    | FRG  | Silber     |               |              |      |
| FRG     | Jugend-Europameisterschaft (Junioren) | 1973 | Piraeus      | GRE  | Halbfinale |               |              |      |
| FRG     | EURO-TOP12                            | 1980 | München      | FRG  | 6          |               |              |      |
| FRG     | EURO-TOP12                            | 1979 | Kristianstad | SWE  | 6          |               |              |      |
| FRG     | Weltmeisterschaft                     | 1983 | Tokio        | JPN  | letzte 64  | letzte 64     | keine Teiln. | 15   |
| FRG     | Weltmeisterschaft                     | 1981 | Novi Sad     | YUG  | letzte 32  | letzte 16     | keine Teiln. | 13   |
| FRG     | Weltmeisterschaft                     | 1979 | Pyongyang    | PRK  | letzte 32  | Viertelfinale | keine Teiln. | 11   |
| FRG     | Weltmeisterschaft                     | 1977 | Birmingham   | ENG  | letzte 64  | letzte 32     | keine Teiln. | 5    |
| FRG     | Weltmeisterschaft                     | 1975 | Calcutta     | IND  | letzte 32  | letzte 16     | letzte 64    | 8    |